# L'assurdo mestiere (brano musicale)
L'assurdo mestiere è un brano musicale scritto e composto da Giorgio Faletti e cantato dallo stesso Faletti nel 1995.

## Descrizione
Con questa canzone il comico astigiano partecipa al quarantacinquesimo Festival di Sanremo (dove si presenta anche come autore con la canzone Giovane vecchio cuore, cantata da Gigliola Cinquetti). La canzone si classifica al 12º posto della classifica finale della sezione Campioni, con 15.278 voti. Verrà inserita nell'album intitolato anch'esso L'assurdo mestiere, premiato con il prestigioso riconoscimento Rino Gaetano, per la parte letteraria delle canzoni, e nella compilation SuperSanremo - 45º Festival della Canzone Italiana.